# 倫戈

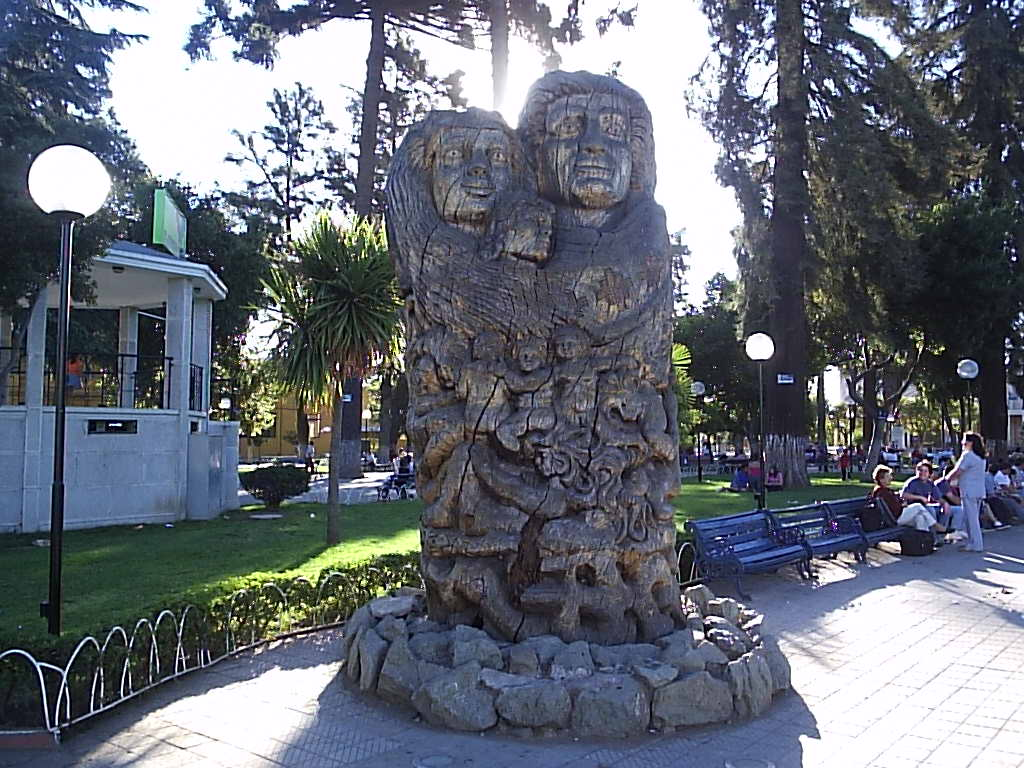

倫戈（西班牙語：Rengo），是智利的城市，位於該國中部奧伊金斯將軍解放者大區的卡查波阿爾省，始建於1695年，面積591.5平方公里，海拔高度570米，2012年人口55,757人，人口密度每平方公里94人。
34°25′S 70°52′W / 34.417°S 70.867°W